# Trafina Privatbank
Die Trafina Privatbank AG  ist eine auf die Vermögensverwaltung spezialisierte Schweizer Privatbank mit Sitz in Basel.
Ihre Ursprünge liegen in der Hansa AG. Diese wurde 1930 als Finanzgesellschaft durch Hans A. Opel gegründet und hatte zum Zweck, die ihm aus dem Verkauf der Opel-Werke zugeflossenen Mittel zu verwalten. Die Gesellschaft investierte in der Folge hauptsächlich in die Bereiche Unternehmensfinanzierung, Immobilien und börsengängige Wertpapiere.
1989 wurde das Vermögensverwaltungsgeschäft als eigenständiges Unternehmen unter dem Namen Trafina ausgelagert und 1991 in eine Bank umgewandelt.
1999 verkaufte die Hansa AG einen 30-prozentigen Anteil an Sabine Duschmalé-Oeri, einer Nachkommin von Fritz Hoffmann-La Roche und Miteigentümerin des Pharmakonzerns Hoffmann-La Roche.
2004 übernahm die ebenfalls in Basel ansässige Privatbank Baumann & Cie, Banquiers die Aktienmehrheit der Trafina Privatbank und hält aktuell 65 Prozent der Aktien. Der restliche Anteil befindet sich im Besitz von Sabine Duschmalé-Oeri (10 %), der von Hans A. Opels Witwe gegründeten Sophie und Karl Binding Stiftung (5 %) sowie den Partnern Jean-Nicolas Fahrenberg (10 %), Dominik Nussbaumer (8 %), Matthias Wirz (2 %).
Die beiden Banken sind rechtlich selbständig, arbeiten aber in verschiedenen Bereichen eng zusammen, wobei einzelne Bereiche der Trafina Privatbank an die Baumann & Cie, Banquiers, ausgegliedert wurden. Die Trafina Privatbank beschäftigt elf Mitarbeitende und verwaltet rund 1,5 Mrd. Schweizer Franken Kundenvermögen.